# 알바니아 정교회
알바니아 정교회(알바니아어: Kisha Ortodokse Shqiptare 키샤 오르토독세 슈킵타레)는 동방 정교회의 독립 교회 중 하나이다. 1922년 교회 회의를 통해 독립을 선포했으며, 1937년 콘스탄티노폴리스 총대주교로부터 공식 인정을 받았다.
알바니아 정교회는 제2차 세계 대전 동안 시련을 겪었으며, 특히 1967년 알바니아가 무신론 국가로 선언된 공산주의 시절에는 종교의 자유를 박탈당해 공적으로나 사적으로나 신앙을 표현하는 것이 금지되었다.
하지만 1991년 종교의 자유가 회복된 이후 250개 이상의 성당이 재건되거나 복원되고 100명 이상의 사제를 배출하는 등 교회가 다시 부흥하고 있다. 알바니아 전역에는 909개의 성당이 퍼져 있으며, 비공식적으로 약 50만 명에서 550만 명 정도의 신자가 있다. 일부 정교회 통계상에는 70만 명에 달한다고 나와 있으며, 알바니아 디아스포라까지 포함한다면 수치는 더 높게 나온다.